# Stazione meteorologica di Calatafimi
La stazione meteorologica di Calatafimi è la stazione meteorologica di riferimento relativa alla località di Calatafimi.

## Coordinate geografiche
La stazione meteorologica si trova nell'Italia insulare, in Sicilia, in provincia di Trapani, nel comune di Calatafimi-Segesta, a 350 metri s.l.m. e alle coordinate geografiche 37°55′N 12°52′E.

## Dati climatologici
In base alla media trentennale di riferimento 1961-1990, la temperatura media del mese più freddo, gennaio, si attesta a +8,5 °C; quella del mese più caldo, luglio, è di +25,5 °C .
| Calatafimi         | Mesi | Mesi | Mesi | Mesi | Mesi | Mesi | Mesi | Mesi | Mesi | Mesi | Mesi | Mesi | Stagioni | Stagioni | Stagioni | Stagioni | Anno |
| Calatafimi         | Gen  | Feb  | Mar  | Apr  | Mag  | Giu  | Lug  | Ago  | Set  | Ott  | Nov  | Dic  | Inv      | Pri      | Est      | Aut      | Anno |
| ------------------ | ---- | ---- | ---- | ---- | ---- | ---- | ---- | ---- | ---- | ---- | ---- | ---- | -------- | -------- | -------- | -------- | ---- |
| T. max. media (°C) | 11,4 | 12,5 | 15,3 | 18,9 | 22,8 | 28,3 | 31,7 | 30,7 | 27,3 | 22,8 | 18,3 | 14,0 | 12,6     | 19,0     | 30,2     | 22,8     | 21,2 |
| T. min. media (°C) | 5,6  | 6,1  | 7,6  | 9,3  | 12,0 | 16,3 | 19,3 | 19,5 | 17,5 | 14,4 | 11,1 | 7,9  | 6,5      | 9,6      | 18,4     | 14,3     | 12,2 |